# Museo de Historia Natural José Narciso Rovirosa
El Museo de Historia Natural «José Narciso Rovirosa» fue inaugurado el 27 de diciembre de 1988 en la ciudad de Villahermosa, en el estado de Tabasco, México, y desde 1999 lleva el nombre de José Narciso Rovirosa, en honor a quien fuera el más grande científico, naturalista, botánico y cartógrafo tabasqueño, que además fue ingeniero, escritor, poeta e historiador. Descubrió y clasificó muchas plantas e hizo observaciones de altimetría, climatología, flora, fauna y antropometría de los grupos étnicos zoques y tsotsiles; recorrió Tabasco y Chiapas haciendo sus exploraciones.
El museo localizado en la capital del estado de Tabasco, región con una de las más ricas variedades de flora y fauna de México. Las actividades del museo tienen como objetivo hacer conciencia en la importancia de la conservación de la riqueza natural, mostrando el papel del hombre en el medio natural y los aspectos que comparte con los otros habitantes del planeta, de manera que los visitantes puedan evaluar los efectos de sus acciones sobre el medio ambiente.
Junto con el Parque Museo La Venta, este museo forma parte del gran Parque Tomás Garrido Canabal, enclavado a orillas de la laguna de Las Ilusiones. El recorrido invita al conocimiento de la naturaleza y la evolución de la tierra, el universo, la vida y el hombre. 

## El museo
El museo se creó bajo la dirección de los reconocidos museógrafos e historiadores Iker Larrauri y Jorge Agostoni. Contiene 531 piezas, entre las que destacan esqueletos de dinosaurios, cuadros, utensilios y herramientas, así como figuras y objetos diversos que enriquecen la museografía.

### El edificio
El edificio del museo fue diseñado por los arquitectos Ramón Torres Martínez y Héctor Velázquez Moreno
El cual fue donado por el Ing. Jorge Jaber, la cual fue su casa antes de sus adecuaciones.

### Descripción
El museo consta de seis salas de diferentes formas y dimensiones, tres en el nivel inferior: “Tierra”, “Vida” y “Tabasco”, y tres en el mezzanine: “Hombre”, “Recursos” y "José Narciso Rovirosa".  Los espacios fluidos entre las salas y el mezzanine abierto hacia el nivel inferior, ofrecen perspectivas profundas y diversos ángulos de visión de las exposiciones que permiten interrelacionar sus temáticas.
Las exposiciones están diseñadas como un medio de comunicación de carácter didáctico, sobre las características, procesos y fenómenos de la naturaleza y el universo, para un mayor entendimiento de los visitantes. 

#### Sala "La Tierra"
La sala "Tierra", es de planta circular, y está organizada alrededor de un gran globo terráqueo que se encuentra en movimiento.  Presenta una síntesis del origen y formación del universo y del planeta Tierra, mostrando sus procesos geológicos y sus principales características.

#### Sala "Vida"
La sala "Vida", es de doble altura, y está dominada por una réplica del esqueleto de un alosaurio. Presenta en forma sencilla y clara, el origen y evolución de la vida en el planeta a lo largo de las eras y épocas geológicas.

#### Sala "Tabasco"
En la sala "Tabasco", se pueden conocer los diversos ecosistemas de la región, con su abundancia de agua y sus grandes contrastes. También se muestran los procesos y particularidades geológicas y geográficas de la región, así como su riqueza natural. La sala está rematada por un gran diorama de doble altura que recrea un fragmento de selva a tamaño real, incluyendo especies representativas de la fauna tabasqueña.

#### Sala "El hombre"
La sala denominada "El Hombre", muestra la posición de los humanos dentro del reino animal y contiene una detallada exposición acerca de su evolución, representada en un conjunto de figuras integrado por una mujer con su hijo en brazos, acompañada por sus "parientes" vivos y extintos más cercanos.

#### Sala "Recursos"
Otra de las salas del museo es la denominada "Recursos", en la que destaca la parte superior del diorama de la selva que se desplanta en la sala "Tabasco". Aquí se muestra la explotación de los recursos naturales por parte de los seres humanos, desde su aprovechamiento por los pueblos prehispánicos, hasta la sobrexplotación actual y la urgencia de una utilización sustentable de los recursos.

#### Sala "José Narciso Rovirosa"
En el año 2000, se inauguró  la sala "José Narciso Rovirosa Andrade" dedicada al naturalista, quien realizó relevantes investigaciones en el siglo XIX sobre las áreas de botánica, zoología, meteorología, lingüística y otras disciplinas. Se exhiben documentos originales, dibujos y plantas disecadas, así como, reconocimientos  otorgados al naturalista tabasqueño por instrucciones nacionales e internacionales.
Las exposiciones se integran con originales y reproducciones de piezas paleontológicas, prehistóricas, geológicas, antropológicas y de flora y fauna, complementadas por dioramas, modelos, maquetas e información gráfica de diverso tipo, que exponen su temática de manera amena, clara y concisa.